# 土居通増
土居 通増（どい みちます、生年不明 - 建武3年10月11日（1336年11月14日））は、鎌倉時代から南北朝時代の武将。通称は彦九郎。備中守。土居通成の長男。弟に通世、通景、通元。子に通重。
土居氏は河野氏の傍流で、伊予久米郡石井郷南土居に所領を構えていた。元弘3年（1333年）閏2月11日、鎌倉幕府の打倒を志す後醍醐天皇に味方し、同じ河野一族である得能通綱・忽那重清・祝安親らと共に挙兵し、伊予守護宇都宮貞宗の府中城を攻略。次いで、反幕勢力討伐のため伊予へ進軍した長門探題北条時直を、石井浜で敗走させた。（『三島家文書 五五〇』）
同年3月1日には、喜多郡にある宇都宮貞泰の拠る根来山城を攻撃し十日余りで陥落させ、3月12日、再び伊予へ侵攻してきた北条時直を星岡で破り長門まで撤退させた。また、5月には讃岐まで遠征し幕府方の勢力を破っている。
建武政権では、従五位下に叙爵され、伊予権介、続いて備中守に任官。南北朝の争乱が起こると、通増は通綱と共に南朝側に加わり新田義貞に属し、建武3年2月10日、摂津での豊島河原合戦では足利軍を撃破した。（『太平記』巻一七「山門攻附千種忠顕坊門正忠討死事」）また、同月、風早郡で挙兵した赤橋重時を打ち破る。5月25日の湊川の戦いにも従軍している。
10月10日、南朝勢力再建のため北国へ赴く義貞に従い、越前へ向かうが、その途中、険しい山路で知られる越前荒乳で斯波高経の襲撃に遭う。予想外の降雪による寒波と兵糧の不足する中、高経の攻撃を受け、通増は一族と共に戦死した。（『梅松論』）